# 盖文泌
盖文泌，山东蒲台人，是一名清朝政治人物。拔贡出身。
盖文泌曾于嘉庆二十二年(1817年)接替邵葆醇任延平府知府一职，嘉庆二十三年(1818年)由蔡銮扬接任。